# Антипята
Антипя́та (рос. Антипята) — присілок у складі Білохолуницького району Кіровської області, Росія. Входить до складу Дубровського сільського поселення.
Населення поселення становить 9 осіб (2010, 21 у 2002).
Національний склад станом на 2002 рік — росіяни 100 %.